# Wolsdorf
Wolsdorf er en kommune i den centrale del af Landkreis Helmstedt, i den sydøstlige del af den tyske delstat Niedersachsen. Den har en befolkning på knap 1000 mennesker (2012), og er
en del af amtet (Samtgemeinde) Nord-Elm.
Wolsdorf ligger i Naturpark Elm-Lappwald omkring 6 km sydvest for landkreisens administrationsby Helmstedt.